# Карельська мова

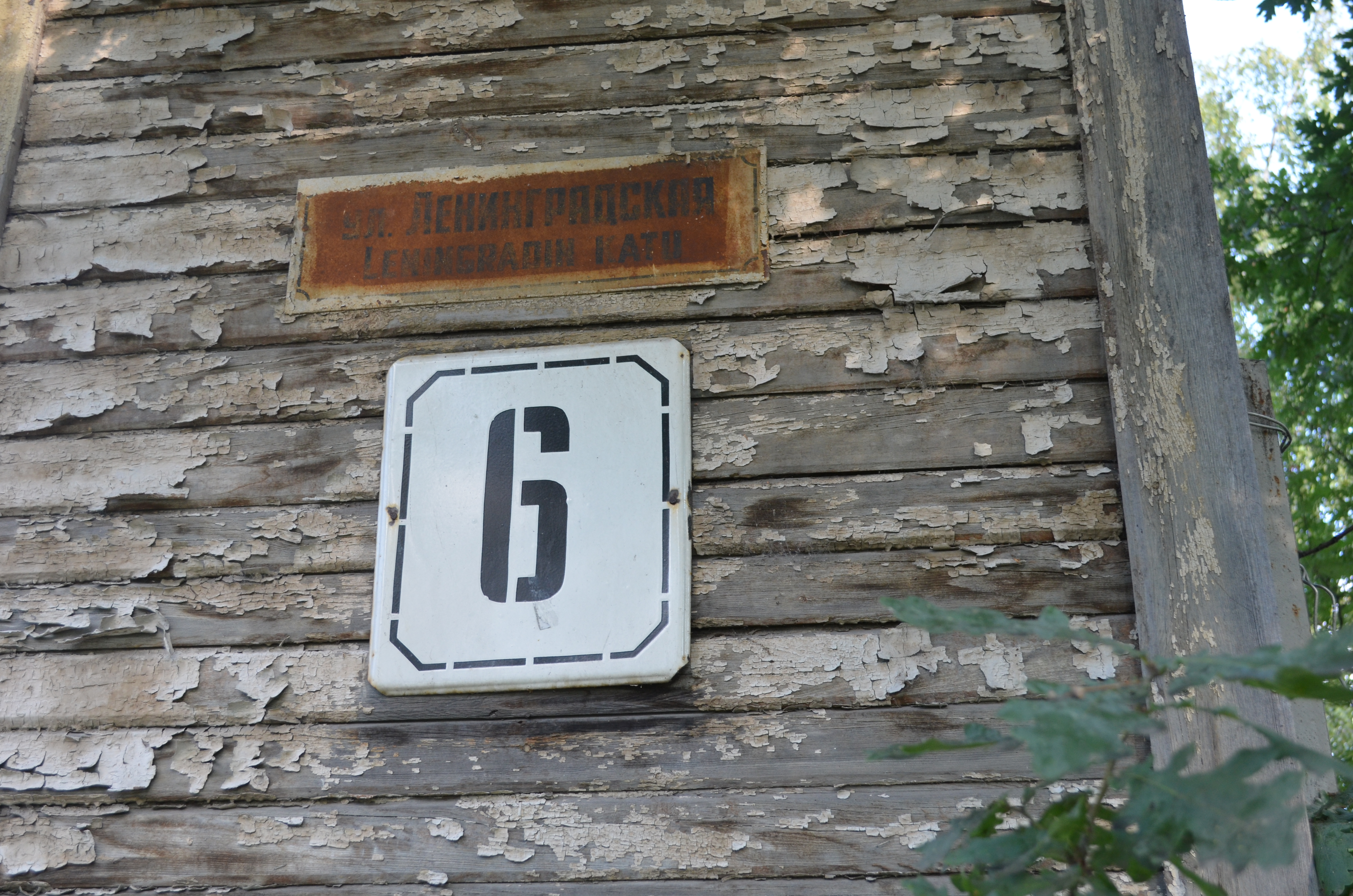
Табличка на будинку в Петрозаводську з написом вулиці російською та карельською мовами

Каре́льська мо́ва (karjalan kieli) — мова карелів, одна з угро-фінських (фінно-угорських) мов. Кількість носіїв — бл. 100 тис. осіб, зокрема в Росії — 53 тис. осіб (за даними перепису 2002 року), в тому числі в Карелії — 35 тис. осіб.
За підрахунками компанії Google до 2100 року мова може щезнути, адже використовується паралельно з російською і більшість носіїв надають перевагу саме російській. Мова не має суттєвої підтримки з боку влади та інших організацій. Її вивчають в школах, але розмовляють нею здебільшого в сільській місцевості.
Має три діалекти:
- власне карельський — найближчий до фінської мови
- ліввіковський — поєднує головні риси власне карельського діалекту та низку особливостей вепської мови
- людіковський — має сильно виражені риси вепської мови

Крім згаданих, існує тверський (tiverin karielan kieli) діалект мови, поширений поміж тверських карелів та за своїми особливостями найближчий до архаїчної власне карельської мови ще до того, як вона зазнала сильного впливу вепської мови. Особливістю діалектів карельської мови є те, що вони значно відрізняються за структурою, лексикою, фонетикою та морфологією, мають різні абетки. Деякі європейські лінгвісти схильні вважати ці діалекти окремими мовами, тим більше, що вони самі вже мають (або мали) окремі субдіалекти (говірки).

## Діалекти й субдіалекти
† — мертві діалекти й говірки
- власне карельська мова
  - північнокарельський діалект
    - олангська говірка
    - кестеньгська говірка
    - керетьська говірка
    - віца-тайпальська говірка †
    - пістоярвська говірка
    - ухтинська (калевальська) говірка
    - вуккініємська говірка †
    - суомуссалмська говірка
    - контокінська говірка †
    - юксюярвська говірка
    - панаярвська говірка
    - усманська говірка †

  - південнокарельский діалект
    - рукаярвська говірка
    - тункінська говірка †
    - ребольська говірка
    - паданська говірка †
    - пораярвська говірка †
    - мянтиселькінська говірка †
    - іломанцевська говірка †
    - корпіселькінська говірка †
    - суоярвська говірка
    - суйстамська говірка
    - імпілахтинська говірка

  - тихвинський діалект
  - валдайський діалект †
  - тиверський (тверський) діалект
    - зубцовська (дорожаєвська) говірка †
    - максатихінська говірка
    - рамешковська говірка
    - лихославльська (толмачевська) говірка
    - весьєгонська говірка
    - талдомська говірка

  - ліввіковський діалект
    - сямозерська говірка †
    - тулемаярвська говірка
    - ведлозерська говірка †
    - вітельська говірка †
    - салмінська (видліцька) говірка
    - коткаярвська говірка
    - рипушкальська говірка
    - неккульська говірка

  - людіковський діалект
    - кондопозька говірка
    - пряжинська говірка
    - михайлівська (кууярвська) говірка †

Більшість західноєвропейських дослідників відносять тихвинську і валдайську говірки до говірок південнокарельського
діалекту.
Крім того, у Фінляндії існують діалекти, які трактуються як говірки фінської мови, але по суті вони є діалектами власне карельської мови. Поширені на значній частині (понад 1/3) території Фінляндії, переважно в прикордонних із Карелією районах, а раніше охоплювали практично всю Інгерманландію. Це в першу чергу так звані карельські, або південно-східні, або виборзькі (західнокарельські) діалекти й ближча до фінської мови саволакська (савоська) група діалектів. Обидві діалектні групи мають багато говірок. Виборзькі діалекти поділяють на два основних наріччя, які часом називають евремейським і савакотським, хоч назва савакот відома тільки на Карельському перешийку та в Інгерманландії. Носії евремейських говірок мешкали (мешкають) у районах поблизу Фінської затоки. Носії гвірок савакотського типу мешкають у районах поблизу Ладозького озера та південного берега Сайменського озера. Евремейська діалектна група дуже близька до іжорської мови і досить близька до фінської мови, а говірки савакотської діалектної групи мають численні зв'язки з власне карельською мовою. Савоська діалектна група зазнала, починаючи з XII століття сильного впливу давньокарельської мови й має багато спільного із західнокарельськими (виборзькими) діалектами й власне карельською мовою.
Внаслідок трагічних подій XX століття майже всі західнокарельські говірки до нашого часу практично зникли. Єдиним районом компактного проживання носіїв цих говірок залишився східний кут фінської губернії Південна Фінляндія, куди увійшла після реформи 1997 року фінська Південна Карелія з містами Лаппеенранта та Іматра. Раніше цей район відносився до Кюменського лену, а до того до Виборзької губернії (лену). Сільське населення цього району традиційно вважає себе карелами.
Відмінності в побудові й лексиці карельських діалектів можна прослідкувати на таких прикладах перекладу віршів Святого Письма:
- ліввіковський: Kolme vuottu Iisus käveli Juudies da Galileis.
- тиверський (тверський): Kolme vuotta Iisus käveli Iudeissa da Galilejašša.
- власне карельський: Kolmen vuuvven aijan Isussa kulki Juudiessa ta Galilejassa.

Три роки Ісус ходив Юдеєю та Галілеєю
- ліввіковський: Händü kuundelemah kerävüttih suuret joukot rahvastu,
- тиверський (тверський): Rahvašta keräüdü šuurie arteliloida händä kuundelemah,
- власне карельський: Rahvasta keräyty suuria joukkoja häntä kuuntelomah,

Багато народу зійшлося, щоб послухати його
- ліввіковський: ku Iisusan sanois oli kummeksittavu vägi.
- тиверський (тверський): žentän kun Iisusan paginoilla oli šuuri vägi.
- власне карельський: sentäh kun Isussan pakinoilla oli suuri väki.

Оскільки слово Ісуса мало велику силу
- ліввіковський: Erähän kuulužan paginan Iisus pidi mäil.
- тиверський (тверський): Ühen kuulovan paginan hiän pidi goralla.
- власне карельський: Erähän kuulusan pakinan Isussa piti vuaralla.

Ісус мовив знамениту проповідь на горі
- ліввіковський: Sentäh tädä paginua sanotah Mägipaginakse.
- тиверський (тверський): Žentän šidä šanotah gorašanakši.
- власне карельський: Sentäh sitä kučutah vuarapakinaksi.

Тому її назвали Нагорною проповіддю
- ліввіковський: Iisus algoi Mägipaginan nenga:
- тиверський (тверський): Iisus näin alotti gorašanan:
- власне карельський: Näin Isussa alko vuarapakinan:

Так Ісус почав Нагорну проповідь:
- ліввіковський: Ozakkahat ollah omassah hengel köühät: heijän on taivahan valdukundu.
- тиверський (тверський): Ožakkahat ollah hengissäh keühät: hiän oma on taivašvaldakunda.
- власне карельський: Osakkahat ollah henkessäh köyhät: heijän on taivahien valtakunta.

Блаженні вбогі духом, бо їхнє Царство Небесне
- ліввіковський: Rahvahien opastajes Iisus saneli arbavuspaginoi.
- тиверський (тверський): Opaštuas's'a inehmizie Iisus šaneli äijän arvautuššanoilla.
- власне карельський: Opastuassah ihmisie Isussa pakasi äijän peittosanoilla.

Повчаючи людей, Ісус говорив притчі
- ліввіковський: Niilöis häi saneli Jumalah da ilmanigäzeh elokseh näh.
- тиверський (тверський): Näin hiän pagizi Jumalah näh da iinigäzeštä elännäštä.
- власне карельський: Näin hiän pakasi Jumalasta ta ijänkaikkisesta elämästä.

Так він говорив про Бога і про життя вічне
Із наведених прикладів помітно, що носії трьох діалектів можуть розуміти одне одного.

## Приклад
«Заповіт» Т. Шевченка карельською мовою (переклав Володимир Брендоєв)
| JÄĽGITAHTO Kuoltuu minuu kalmah kattuat Ukrainal omal lagial arol Dnepran varrel joven särkäl čomal. Anna millo kalmah kuuluu Dnepran kuohu mahtau, kui lyöy laineh jyrkkäh randah, minä tiediä tahton. Dnepran suuri vuo ku koppuau vihažniekoin veret, pezöy pellot Ukrainan, vedäy syväh mereh — sit ma nouzen omas kalmas jumalas sah… äski. Enne sidä — ongo jumal tunne en, hoš käske. Katatto, ga nouskua, rahvas, ottuat käzih astal, paganverel vihažniekan omavaldu kastuat. Suvus suures sovukkahas, kus roih kanzat — veľľet, minuu toiči juohatelkua sanal sulal, heľľäl. |